# 納瓦拉的瑪格麗特
玛格丽特·德·纳瓦拉（法語：Marguerite de Navarre；1492年4月11日—1549年12月21日），又稱為瓦盧瓦-昂古萊姆的瑪格麗特（法語：Marguerite de Valois-Angoulême）。文艺复兴时期欧洲法国贵族。瑪格麗特是昂古萊姆伯爵查理與妻子萨伏依的路易丝的長女、弟弟為法國瓦盧瓦-昂古萊姆王朝國王法蘭索瓦一世。
瑪格麗特为著名作家与文人的保护者。她醉心于文化沙龙事业，同时亦为艺术家与作家大力提供赞助。在当时的法国以及欧洲均产生了极为重大的影响力。

## 早年
瑪格麗特的父親昂古萊姆伯爵查理是法國國王查理五世的後代，奧爾良公爵路易一世的孫子；當時國王查理六世及奧爾良公爵路易一世後裔皆為單傳，根據薩利克法，查理的王位繼承權只在兩個家族之後。
1488年2月16日，昂古萊姆伯爵查理迎娶了薩伏依的露易斯，是薩伏依公爵腓力二世與妻子瑪格麗特·德·波旁（第五代波旁公爵夏爾一世·德·波旁的女兒）之女，當時她只有11歲。1492年4月11日，瑪格麗特出生於昂古萊姆；露易斯便以母親的姓名瑪格麗特命名其女兒。兩年後，伯爵舉家由昂古萊姆遷至干邑。1494年9月12日，其弟法蘭索瓦出生。當瑪格麗特未足4歲，其父昂古萊姆伯爵查理逝世，當時只有1歲的法蘭索瓦成為王位繼承人。當時他們的母親薩伏依的露易斯只有19歲便守寡，將瑪格麗特小心地由童年最早的時候小心地輔導，並給予經典的教育方式，其中包括學習拉丁文。
當瑪格麗特十歲時，路易絲想將她嫁給當時的威爾士親王即後來英格蘭國王亨利八世以結成同盟，但她的結盟要求被禮貌地回絕。

## 婚姻
瑪格麗特在17歲時由國王路易十二下詔嫁給當時20歲的阿朗松公爵夏爾四世，其弟法蘭索瓦亦被下詔迎娶國王的女兒布列塔尼女公爵克洛德。夏爾在1525年過世，沒有子女；瑪格麗特繼承他的遺產，不久在弟弟的安排下，再嫁給納瓦拉國王恩里克二世，因此通稱為納瓦爾的瑪格麗特。兩人育有一女胡安娜三世，一子胡安早夭。
瑪格麗特以人文思想教育女兒，而恩里克不同於法國的天主教宮廷，同情新教胡格諾派教徒；在此影響下，他們的女兒胡安娜三世信仰喀爾文主義並如此教育兒子亨利三世，日後的納瓦拉國王；這使此後數十年內的納瓦拉是胡格諾派的中心。1549年12月21日瑪格麗特過世後，阿朗松併入法國王室領地。

## 著作
- 《七日談》

## 扩展阅读
- Will Durant|Durant, Will, The Story of Civilization, v. VI, The Reformation, p. 501, Simon and Schuster, New York, 1953.
- Jourda, Pierre, Une princesse de la Renaissance, Marguerite d'Angoulême, reine de Navarre, 1492–1549, Genève, Slatkine Reprints, 1973.
- Jules Michelet|Michelet, Jules, Histoire de France, n.d., 5 v.
- Putnam, Samuel, Marguerite of Navarre, Grosset & Dunlap, New York, 1936.
- Hackett, Francis, Francis The First, pages 48–52, Doubleday, Doran and Company, Inc., Garden City, New York, 1937.
- Patricia F. Cholakian and Rouben C. Cholakian. Marguerite de Navarre: Mother of the Renaissance. New York, Columbia University Press, 2006. 448 pp.
- Anderson Magalhães, Le Comédies bibliques di Margherita di Navarra, tra evangelismo e mistero medievale, in La mujer: de los bastidores al proscenio en el teatro del siglo XVI, ed. de I. Romera Pintor y J. L. Sirera, Valencia, Publicacions de la Universitat de València, 2011, pp. 171–201.
- Anderson Magalhães, «Trouver une eaue vive et saine»: la cura del corpo e dell’anima nell’opera di Margherita di Navarra, in Le salut par les eaux et par les herbes: medicina e letteratura tra Italia e Francia nel Cinquecento e nel Seicento, a cura di R. Gorris Camos, Verona, Cierre Edizioni, 2012, pp. 227–262.